# Desfibril·lador automàtic implantable
Un desfibril·lador automàtic implantable (DAI) és un dispositiu implantable a l'interior del cos, capaç de realitzar la desfibril·lació, i depenent del tipus, la cardioversió i fer de marcapassos del cor. El DAI és el tractament de primera línia i la teràpia profilàctica per als pacients amb risc de mort cardíaca sobtada a causa de la fibril·lació ventricular i la taquicàrdia ventricular.

Un DAI d'una sola cambra.

Les bateries actuals dels dispositius duren entre sis i deu anys; amb els avenços tecnològics (bateries amb més capacitat o bateries potencialment recarregables) ha estat possible augmentar aquesta quantitat en els últims deu anys. El cable (que connecta el dispositiu al cor) té una longevitat mitjana molt més llarga, però pot tenir diversos tipus de mal funcionament, específicament una fallada de l'aïllament o una fractura del conductor, i llavors requereix la seva substitució.

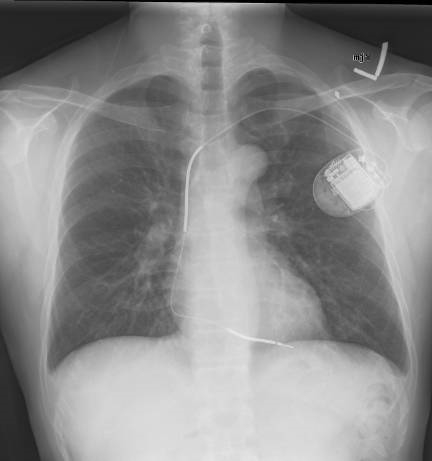
Una radiografia de tòrax normal després de la col·locació d'un DAI, que mostra el generador del DAI a la part superior esquerra del pit i el cable del DAI al ventricle dret del cor. Fixeu-vos en les 2 bobines opaques al llarg del cable del DAI.

El procés d'implantació d'un sistema DAI és similar a la implantació d'un marcapassos. De fet, els DAI estan formats pel generador del DAI i els cables. El primer component o generador conté un xip d'ordinador o circuits amb RAM (memòria), programari programable, un condensador i una bateria; aquest s'implanta normalment sota la pell a la part superior esquerra del pit. El cable o cables d'elèctrode que, de manera similar als marcapassos, es connecten al generador i es passen per una vena fins a les cambres dretas del cor. El cable sol allotjar-se a l'àpex o septe del ventricle dret. Igual que els marcapassos, els DAI poden tenir un sol cable o cable al cor (al ventricle dret, DAI d'una sola cambra), dos cables (a l'aurícula dreta i al ventricle dret, DAI de doble cambra) o tres cables (DAI biventricular, un en l'aurícula dreta, un al ventricle dret i un altre a la paret exterior del ventricle esquerre). La diferència entre els marcapassos i els DAI és que els marcapassos també estan disponibles com a unitats temporals i generalment estan dissenyats per corregir la freqüència cardíaca lenta, mentre que els DAI solen ser una protecció permanent contra les arrítmies sobtades que amenacen la vida.
Els desenvolupaments recents inclouen el DAI subcutani, que es col·loca completament sota la pell, deixant els vasos i el cor intactes.